# Digitale Geographien
Das Schlagwort Digitale Geographien bezeichnet ein Arbeitsfeld der sozial- und kulturwissenschaftlich orientierten Geographie. Es umfasst Forschungen und didaktische Arbeiten zur Veränderung von gesellschaftlichen Raumverhältnissen in der Digitalisierung, zur Analyse von (Geo-)Daten sowie zur räumlich-materiellen Gestaltung der digitalen Transformation.

## Arbeitsfelder der Digitalen Geographien

### Veränderung von gesellschaftlichen Raumverhältnissen in der Digitalisierung
Zahlreiche Arbeiten aus dem Arbeitsfeld der „Digitale Geographien“ setzen sich mit den veränderten gesellschaftlichen Raumverhältnissen im digitalen Zeitalter auseinander und fragen nach neuen bzw. alten sozialen und räumlichen Ungleichheiten – bspw.: Welche neuen Vernetzungen werden über digitale Interaktionen realisiert – welche nicht? Wie verändert sich die Herstellung und Aneignung geographischen Wissens? Wie transformieren digitale geographische Informationen die Nutzung und Aneignung von dann digital augmentierten Räumen? Wie verändern sich in digitalen Ökonomien die geographische Organisation ökonomischer Beziehungen? 

### Analyse von (Geo-)Daten zum Verständnis sozialer und sozial-ökologischer Prozesse
Die Digitalen Geographien leisten Beiträge zur Analyse zunehmend digital erfasster gesellschaftlicher und ökologisch-planetarer Prozesse – bspw.: Welche Chancen bieten offen verfügbare Geodaten zur Dokumentation von Menschenrechtsverletzungen? Welche Einblicke eröffnen Sensordaten zur Dokumentation sozial-ökologischer Transformationsprozesse? Und wo liegen blinde Flecken, Grenzen und ethische Herausforderungen solcher Analysen? Dabei bildet der Austausch zwischen datenbasierten Methoden und konzeptionellen Überlegungen sowie die kritische Methodenreflexion ein zentrales Anliegen. Bezüge gibt es daher nicht zuletzt mit den methoden- und gesellschaftskritisch orientierten Ansätzen der sogenannten critical GIS, critical remote sensing & critical data studies (siehe dazu auch Kritische Kartographie) sowie zu dem interdisziplinären Feldern der Digitalen Geistes- und Sozialwissenschaften (Digital Humanities; Spatial Humanities).

### Räumlich-materielle Gestaltung der digitalen Transformation
Arbeiten aus den Digitalen Geographien betonen dabei, dass die digitale Transformation immer auch ein gestalteter und letztlich politischer Prozess ist. Sie fragen nach den historisch und geographisch unterschiedlichen Leitbildern der Gestaltung der digitalen Transformation – bspw.: Welche Raumkonzepte wurden und werden zur Legitimation bestimmter Digitalpolitiken herangezogen (bspw. „Netzwerkgesellschaft“, „Datenräume“, „smarte Städte“)? Wie werden Digitalpolitiken in spezifische Infrastrukturen übersetzt? Dabei spielen die Materialität und damit auch die ökologische Relevanz digitaler Infrastrukturen eine zentrale Rolle.

## Wissenschaftliches Netzwerk zu Digitalen Geographien
Das wissenschaftliche Netzwerk „Digitale Geographien“ ist aus einer Reihe von Workshops in den 2010er Jahren entstanden und wurde von 2018 bis 2022 als Wissenschaftsnetz von der Deutschen Forschungsgemeinschaft (DFG) gefördert – es verknüpft Forschungsarbeiten zu Digitalen Geographien in der deutschsprachigen Wissenschaft. Vergleichbare Netzwerke sind bspw. auch in der englisch- und französischsprachigen Geographie entstanden.

## Einführende Literatur
- Marc Boeckler: Neogeographie, Ortsmedien und der Ort der Geographie im digitalen Zeitalter. In: Geographische Rundschau. Band 6, 2014, S. 4–10 (uni-frankfurt.de [PDF]).
- Tabea Bork-Hüffer, Henning Füller, Till Straube: Handbuch Digitale Geographien. Welt - Wissen - Werkzeuge. UTB, 2021.
- Tabea Bork-Hüffer, Anke Strüver: Digitale Geographien. Einführungen in sozio-materiell-technologische Raumproduktionen. Franz Steiner Verlag, 2022, ISBN 978-3-515-13038-7.
- Georg Glasze: Digitale Geographien. In: Rudolf Freiburg (Hrsg.): D@tenflut – Erlanger Universitätstage 2016 (= FAU Forschungen Reihe A, Geisteswissenschaften. Band 9). FAU University Press, Erlangen 2017, S. 61–75, urn:nbn:de:bvb:29-opus4-86476.